# Хлорид индия(III)

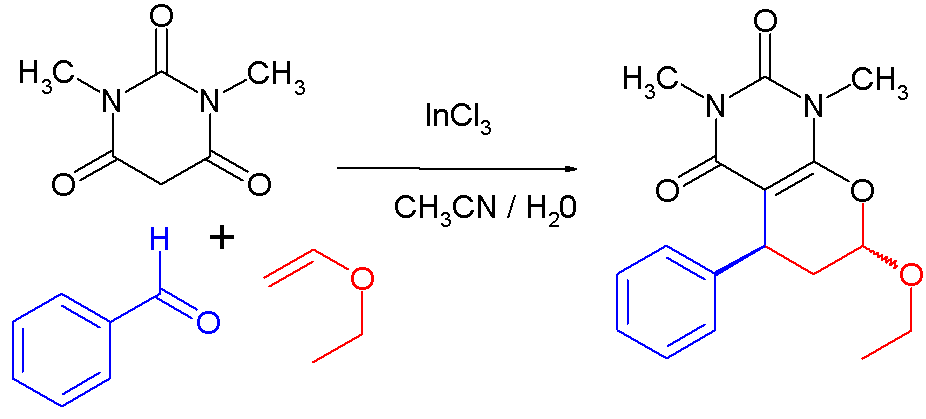

Хлорид индия — бинарное неорганическое соединение, соль металла индия и соляной кислоты с формулой InCl3, белые гигроскопичные  кристаллы, молекулы димерны, с водой образует кристаллогидраты.

## Получение
- Действием разбавленной соляной кислотой на индий, его оксид или гидроксид:

{\displaystyle {\mathsf {2In+6HCl\ {\xrightarrow {}}\ 2InCl_{3}+3H_{2}}}}
{\displaystyle {\mathsf {In_{2}O_{3}+6HCl\ {\xrightarrow {}}\ 2InCl_{3}+3H_{2}O}}}
{\displaystyle {\mathsf {In(OH)_{3}+3HCl\ \xrightarrow {} \ InCl_{3}+3H_{2}O}}}
- Непосредственное взаимодействие элементов:

{\displaystyle {\mathsf {2In+3Cl_{2}\ {\xrightarrow {120-150^{o}C}}\ 2InCl_{3}}}}

## Физические свойства
Хлорид индия — белые гигроскопичные кристаллы, очень хорошо растворимые в воде с выделением большого количества тепла.
Молекулы хлорида индия полностью димеризованы, то есть реальная формула In2Cl6.
Легко возгоняются в инертной атмосфере (CO2) при 600°С, что используется для получения чистого индия.
Образует несколько кристаллогидратов InCl3•n H2O, где n = 2, 2,5, 3 и 4.

## Химические свойства
- Кристаллогидрат (с температурой плавления 56°С в собственной кристаллизационной воде) при нагревании разлагается:

{\displaystyle {\mathsf {InCl_{3}\cdot 4H_{2}O\ {\xrightarrow {>56-200^{o}C}}\ InOCl+2HCl+3H_{2}O}}}
- Водные растворы имеют кислую реакцию из-за гидролиза по катиону:

{\displaystyle {\mathsf {[In(H_{2}O)_{6}]^{3+}+H_{2}O\ \rightleftarrows \ In[(H_{2}O)_{5}(OH)]^{2+}+H_{3}O^{+}}}}
- С разбавленными щелочами и концентрированным раствором аммиака образует гидроксид индия:

{\displaystyle {\mathsf {InCl_{3}+3NaOH\ {\xrightarrow {}}\ In(OH)_{3}\downarrow +3NaCl}}}
{\displaystyle {\mathsf {InCl_{3}+3NH_{3}*H_{2}O\ \xrightarrow {} \ In(OH)_{3}\downarrow +3NH_{4}Cl}}}
- С аммиаком образует нитрид индия:

{\displaystyle {\mathsf {InCl_{3}+4NH_{3}\ \xrightarrow {600^{o}C,NH_{4}F} \ InN+3NH_{4}Cl}}}
- Реагирует с плавиковой кислотой:

{\displaystyle {\mathsf {InCl_{3}+3HF\ {\xrightarrow {}}\ InF_{3}\downarrow +3HCl}}}
- С различными неорганическими солями вступает в реакции ионного обмена, к примеру, с цианидом калия образует осадок цианида индия[1]:

{\displaystyle {\mathsf {InCl_{3}+3KCN\ \xrightarrow {} \ In(CN)_{3}\downarrow +3KCl}}}
- С хлоридами некоторых металлов образует смешанные соли:

{\displaystyle {\mathsf {InCl_{3}+CsCl\ {\xrightarrow {}}\ CsInCl_{4}\downarrow }}}
- В эфире реагирует с гидридом лития:

{\displaystyle {\mathsf {InCl_{3}+3LiH\ {\xrightarrow {}}\ InH_{3}\downarrow +3LiCl}}}

## Хлориды индия
Известны другие хлориды индия:
- In2Cl3
- InCl

## Применение
- Для получения индия высокой чистоты.
- Катализатор в органическом синтезе.